# Lillnaggen
Lillnaggen är en sjö i Ånge kommun i Medelpad och ingår i Delångersåns huvudavrinningsområde. Sjön har en area på 1,82 kvadratkilometer och ligger 417 meter över havet. Sjön avvattnas av vattendraget Naggån.

## Delavrinningsområde
Lillnaggen ingår i det delavrinningsområde (690977-150231) som SMHI kallar för Utloppet av Lillnaggen. Medelhöjden är 455 meter över havet och ytan är 11,32 kvadratkilometer. Det finns inga avrinningsområden uppströms utan avrinningsområdet är högsta punkten. Naggån som avvattnar avrinningsområdet har biflödesordning 2, vilket innebär att vattnet flödar genom totalt 2 vattendrag innan det når havet efter 138 kilometer. Avrinningsområdet består mestadels av skog (83 procent). Avrinningsområdet har 1,82 kvadratkilometer vattenytor vilket ger det en sjöprocent på 16 procent.